# View-Master Interactive Vision
View-Master Interactive Vision è un sistema per gioco interattivo su VHS commercializzato da View-Master Ideal Group (frutto della fusione tra Ideal Toy Company e View-Master International) nel 1988. I giochi disponibili includevano quattro giochi di Sesame Street, due giochi con i personaggi del Muppet Show e un gioco Disney, Disney's Cartoon Arcade.

## Il sistema
Il sistema comprende un controller, che include un joystick e cinque pulsanti colorati. Una volta fatto partire, i personaggi si rivolgono direttamente al giocatore dicendogli di fare una scelta premendo uno dei pulsanti. Semplici videogiochi, con grafica similare ai giochi ColecoVision, partono durante la visione della videocassetta.
Il gioco Disney è costruito sullo stile dei videogiochi Arcade, incluso un gioco di lotta tra fantasmi e un altro in cui si deve alimentare un caminetto con del carbone.
Il video include due differenti tracce sonore e le scelte del giocatore comprendono la possibilità di spostarsi avanti e indietro tra le due tracce, dando l'impressione che il giocatore possa controllare la storia.
Ad esempio alla fine del gioco Muppet Madness, Kermit e Gonzo chiedono al giocatore di scegliere quale sigla finale ascoltare, tra due disponibili nella versione cantata dall'uno o dall'altro personaggio, una ottimista, l'altra pessimista. Nella versione di Kermit, il Muppet canta un pezzo intitolato Everything Was Wonderful! ("È stato tutto meraviglioso!"), nella versione di Gonzo, il brano di chiusura è Everything Was Terrible! ("È stato tutto terribile!"). Similmente, uno spettacolo televisivo dei Muppet può rappresentare una serie di fantascienza o una soap opera, a seconda della colonna sonora scelta, e lo sketch comico di Fozzie risultare un successo o un insuccesso.
In ogni caso c'è sempre una sola traccia video, la parte opzionale della traccia audio è stata studiata appositamente per poter essere adattata ai movimenti della bocca dei Muppet, così da creare l'illusione che il video contenga una sola colonna sonora.
Nel gioco Muppets Studios Presents: You're the Director, Kermit guida il giocatore nelle riprese di un film dei Muppets. Il giocatore può scegliere se essere il regista "buono" o il regista "cattivo". Durante il gioco, al giocatore viene chiesto di raccogliere i sacchetti di monete che vede apparire sullo schermo. Se il giocatore non riesce a raccoglierne a sufficienza, la canzone di chiusura recita: "We've just made some movies. We're gonna go broke!" ("Abbiamo realizzato solo pochi film. Andremo in rovina!").

## Giochi
- Sesame Street: Let's Learn to Play Together
- Sesame Street: Magic on Sesame Street
- Sesame Street: Let's Play School
- Sesame Street: Oscar's Letter Party
- Muppet Madness
- Muppet Studios Presents: You're the Director
- Disney's Cartoon Arcade

## Tagline
La tagline con cui veniva reclamizzato recitava: